# Кожухова, Мария Алексеевна
Мари́я Алексе́евна Кожухо́ва (22 февраля 1897, Петербург — 26 ноября 1959, Ленинград) — балерина, педагог, Заслуженный деятель искусств РСФСР (02.06.1937) и Узбекской ССР (1950).

## Биография
Окончила Петербургское театральное училище (педагог К. М. Куличевская). С 1915 года по 1933 год служила в Мариинском театре.
Среди партий на сцене Мариинского театра:
- Аврора, принцесса Флорина и Белая кошечка в балете «Спящая красавица», в хореографии Петипа на музыку Чайковского
- Царь-девица — «Конёк-Горбунок», А. А. Горский (по Петипа), Цезарь Пуни
- Сванильда — «Коппелия»[2], Артур Сен-Леон, Лео Делиб
- Лиза — «Тщетная предосторожность», Жуль Перро[3]
- Пьеретта — «Арлекинада», Петипа на музыку Рикардо Дриго
- Рамзея — «Дочь фараона», Мариус Петипа, Пётр Чайковский

Награждена орденами «Знак Почёта» (02.06.1937 — за выдающиеся заслуги в деле развития оперного и балетного искусства) и Трудового Красного Знамени (27.05.1951).

## Педагог
- С 1919 по 1933 год Мария Алексеевна — педагог Ленинградского хореографического училища
- В 1933 году Мария Алексеевна переехала в Москву.
- С 1933 по 1959 год преподавала в Московском хореографическом училище, передавая петербургскую школу московским балеринам.

## Ученицы Марии Алексеевны Кожуховой
- Инна Зубковская (выпуск 1941)
- Людмила Сахарова (выпуск 1945)
- Римма Карельская (выпуск 1946)
- Элеонора Власова (выпуск 1949)
- Людмила Богомолова (выпуск 1951)
- Гульнора Низамовна Маваева (выпуск 1951)
- Бернара Кариева (выпуск 1955)
- Наталия Бессмертнова
- Нина Ивановна Сорокина

Одновременно, с 1947 года Мария Алексеевна — педагог класса усовершенствования в Большом театре и Театре им. Станиславского и Немировича-Данченко.
Кожухова развивала и совершенствовала методику преподавания.